# World Trade Report
Der World Trade Report ist eine jährlich von der Welthandelsorganisation herausgegebene Publikation.

## Inhalt
Der World Trade Report hat die Aufgabe eine Analyse der Entwicklungen im internationalen Handel zu liefern und auch Ansätze aufzuzeigen, wie man in der Zukunft mit spezifischen Problemen umgehen sollte. Sie erscheint in den drei Amtssprachen der Welthandelsorganisation, Englisch, Spanisch und Französisch. Der Bericht firmiert dann auf Französisch unter Rapport sur le Commerce Mondial bzw. auf Spanisch unter Informe Sobre el Comercio Mundial.
So behandelten unter anderem mehrere Berichte die Frage von preferential agreements.
Der World Trade Report 2022 behandelt bspw. die Frage, inwieweit internationaler Handel mit der Bekämpfung des menschengemachten Klimawandels in Einklang gebracht werden kann, bzw. wie der Handel sogar für die Bekämpfung positiv sich auswirken kann.

## Kritik
Die Kritik am World Trade Report liegt zum Teil gleich mit der Kritik an der Welthandelsorganisation. So wurde bspw. am Bericht von 2004 kritisiert, dass er kaum Seiten über Arbeitsstandards enthält, diesem Thema also kaum Aufmerksamkeit zuspreche. Der Welthandelsorganisation als gesamte Organisation wird vorgeworfen, dass sie bei ihrer Handelspolitik kaum Aufmerksamkeit auf Fragen des Arbeitsschutzes lenke.